# مایک رایان
مایک رایان (انگلیسی: Mike Ryan; ۱۴ اکتبر ۱۹۳۰ بازیکن فوتبال اهل بریتانیا بود.
از باشگاه‌هایی که در آن بازی کرده‌است می‌توان به باشگاه فوتبال آرسنال، باشگاه فوتبال لینکولن سیتی، باشگاه فوتبال یورک سیتی، و باشگاه فوتبال یئوویل تاون اشاره کرد.